# Liste der Monuments historiques in Les Trois-Domaines
Die Liste der Monuments historiques in Les Trois-Domaines führt die Monuments historiques in der französischen Gemeinde Les Trois-Domaines auf.

## Liste der Objekte
| Bezeichnung                                      | Beschreibung                                        | Standort                                               | Kennzeichnung | Schutzstatus | Datum | Bild |
| ------------------------------------------------ | --------------------------------------------------- | ------------------------------------------------------ | ------------- | ------------ | ----- | ---- |
| Epitaph für Jean d’Issoncourt und Nicole d’Erize | Stein, bezeichnet 1542                              | Issoncourt, in der Kirche St-Rémi (Lage)               | PM55000284    | Classé       | 1945  |      |
| Skulptur Madonna mit Kind                        | Stein, farbig gefasst, 16. Jahrhundert              | Mondrecourt, in der Kirche St-Alban (Lage)             | PM55002088    | Inscrit      | 1981  |      |
| Epitaph für Blaise Guérin und Barbe Henry        | Stein, bemalt, bezeichnet 1740                      | Mondrecourt, in der Kirche St-Alban (Lage)             | PM55002089    | Inscrit      | 1996  |      |
| Skulptur Heiliger Alban                          | Holz, farbig gefasst und vergoldet, 18. Jahrhundert | Mondrecourt, in der Kirche St-Alban (Lage)             | PM55002090    | Inscrit      | 1998  |      |
| Kanzel                                           | Eichenholz, 18. Jahrhundert                         | Rignaucourt, in der Kirche Immaculée Conception (Lage) | PM55002247    | Inscrit      | 2004  |      |